# روني ماتياس
روني ماتياس مواليد 29 نوفمبر 1983 في مانيلا، الفلبين، هو لاعب كرة سلة فلبيني. بدأ مسيرته الاحترافية في سنة 2009. يلعب في الرابطة الفلبينية لكرة السلة. يحمل الرقم 33. يبلغ طوله 6 قدم 4 بوصة (1.9 م).

## المسيرة الاحترافية
لعب مع باراكو بول إنرجي من سنة 2009 إلى 2011، ثم لعب مع ستار هوتشوتز في سنة 2014، ثم لعب مع باراكو بول إنرجي في موسم 2014–2015.